# The Car (álbum)
The Car é o sétimo álbum de estúdio da banda inglesa de rock alternativo Arctic Monkeys, anunciado em 24 de agosto de 2022 e lançado em 21 de outubro de 2022. O disco tem a produção de James Ford e todas as letras são compostas pelo vocalista, guitarrista e principal letrista, Alex Turner. O disco foi gravado entre 2019 e 2021 em Butley Priory em Suffolk, RAK Studios em Londres e La Frette em Paris.

## Capa do álbum
A foto da capa é uma fotografia do baterista da banda, Matt Helders, tirada em Los Angeles, nos Estados Unidos.

## Produção
Segundo Alex Turner em entrevista à revista The Big Issue, The Car continua de onde Tranquility Base Hotel & Casino parou, porém, segundo ele: "a ficção científica está de fora. Estamos de volta à terra". No geral o disco segue uma versão mais dinâmica do trabalho anterior. O processo de gravação foi inspirado por lendas do rock n' roll como Led Zeppelin e Rolling Stones "Tem um monte de discos do Led Zeppelin e dos Stones em que começam gravando em uma casa no interior e resolvem fazer overdubs em outros lugares. [...] Pegamos todos equipamentos e levamos para vários outros lugares”.

## Promoção e lançamento
O baterista da banda, Matt Helders, confirmou que o disco estava "praticamente pronto" em novembro de 2021. Em maio de 2022, ele revelou que o novo álbum "continuava, musicalmente, onde Tranquility Base Hotel & Casino parou", e que "nunca voltariam ao som de R U Mine? novamente". The Car foi anunciado oficialmente em 24 de agosto de 2022 e lançou no dia 21 de outubro do mesmo ano.

### Singles
O primeiro single do disco, "There’d Better Be a Mirrorball", foi lançado em 30 de agosto de 2022, com videoclipe dirigido por Alex Turner. O vídeo mostra a banda durante o processo de gravação do álbum, gravado pelo vocalista Alex Turner com uma filmadora 16mm. A canção é a primeira música inédita da banda em 4 anos. Embora tenha sido o primeiro single a ser lançado oficialmente, a faixa "I Ain’t Quite Where I Think I Am" já era conhecida do público, tendo sido executada em 23 de agosto de 2022 no festival suíço Zürich Openair.
"There’d Better Be A Mirrorball", "Body Paint" e "Mr Schwartz" foram executadas ao vivo pelo primeira vez em 22 de setembro de 2022 em Nova Iorque no Kings Theatre em Brooklyn, em um show fechado no qual foram proibidos celulares e equipamentos de gravação. O single Body Paint foi lançado uma semana depois, em 29 de setembro, acompanhado de um videoclipe dirigido por Brook Linder, que usou filme fotográfico para realizar a gravação das imagens.
Quatro dias antes do lançamento do álbum, a banda lançou o single "I Ain't Quite Where I Think I am" oficialmente. A canção foi lançada com um videoclipe que mostrava sua performance ao vivo no Kings Theatre.

## Recepção da crítica
| Críticas profissionais | Críticas profissionais |
| Pontuações agregadas   | Pontuações agregadas   |
| Fonte                  | Avaliação              |
| ---------------------- | ---------------------- |
| Metacritic             | 82/100                 |
| Avaliações da crítica  |                        |
| Fonte                  | Avaliação              |
| Pitchfork              | 8/10                   |
| Uncut                  | 8/10                   |
| The Guardian           | [ 17 ]                 |
| Clash                  | 6/10                   |
| NME                    | [ 19 ]                 |
| Mojo                   | [ 20 ]                 |

The Car recebeu críticas geralmente positivas da imprensa especializada. A revista DIY descreve o álbum como um "luxuoso soft-rock", mais próximo de uma trilha sonora de cinema que Alex e banda já produziu até então. Segundo a UNCUT Magazine The Car "apresenta uma enxurrada de cordas e solos de guitarra que parecem ter sido meticulosamente escavados do Trident Studios de 1973".

## Faixas
| CD             |                                    |         |  |
| N.º            | Título                             | Duração |  |
| 1.             | "There’d Better Be a Mirrorball"   | 4:25    |  |
| 2.             | "I Ain’t Quite Where I Think I Am" | 3:11    |  |
| 3.             | "Sculptures Of Anything Goes"      | 3:59    |  |
| 4.             | "Jet Skis On The Moat"             | 3:17    |  |
| 5.             | "Body Paint"                       | 4:50    |  |
| 6.             | "The Car"                          | 3:18    |  |
| 7.             | "Big Ideas"                        | 3:57    |  |
| 8.             | "Hello You"                        | 4:04    |  |
| 9.             | "Mr Schwartz"                      | 3:30    |  |
| 10.            | "Perfect Sense"                    | 2:47    |  |
| Duração total: | Duração total:                     | 37:18   |  |

## Pessoal
| Arctic Monkeys - Alex Turner – vocal, guitarra, teclados, piano, sintetizador, cordas - Jamie Cook – guitarra , sintetizador , órgão , guitarra slide - Nick O'Malley – baixo - Matt Helders – baterias Técnico - James Ford – produção, engenharia, mixagem | Músicos adicionais - Tom Rowley – guitarra - Tyler Parkford – backing vocal - James Ford - cordas - Briget Samuels - cordas Artwork - Matt Halders – photography |